# Ken Kercheval
Ken Kercheval (Wolcottville, 15 juli 1935 – Clinton (Indiana), 21 april 2019) was een Amerikaans acteur. 

## Loopbaan
Kercheval werd eerst succesvol op Broadway en debuteerde in 1962 in het stuk Something About a Soldier. Vier jaar later begon zijn televisiecarrière met de rol van dokter Nick Hunter in soap Search for Tomorrow.
Hij was het best bekend voor zijn rol als Cliff Barnes uit de soap Dallas, een rol die hij dertien jaar speelde.
De familie Barnes was de tegenstander van de familie Ewing en J.R. Ewing was de aartsvijand van Cliff. Zijn zuster Pamela, gespeeld door Victoria Principal, was gehuwd met J.R.’s jongere broer Bobby. Kercheval en Larry Hagman zijn de enige leden van de cast die van het begin tot het einde meespeelden, alhoewel het personage van Kercheval tijdens de eerste twee seizoenen meer op de achtergrond was.
In 1996 nam hij de rol opnieuw op in de televisiefilm J.R. Returns en hij verscheen ook in de reüniespecial uit 2004. Vanaf 2012 vertolkte hij de rol van Barnes als gastrol in de voortzetting van Dallas.

## Privéleven
In 1994 werd hij gediagnosticeerd met longkanker. Hij overleefde de ziekte, maar een gedeelte van zijn longen moest operatief verwijderd worden. Ken Kercheval overleed in 2019 op 83-jarige leeftijd.

## Filmografie
- 1951 - Search for Tomorrow (televisieserie) : Dr. Nick Hunter #2 (1967-1967, 1972-1973)
- 1968 - Pretty Poison : Harry Jackson
- 1954 - The Secret Storm (televisieserie) : Archie Borman (1968)
- 1970 - Cover Me Babe : Jerry
- 1970 - Rabbit, Run : Barney
- 1971 - The Coming Asunder of Jimmy Bright (TV)
- 1973 - The Seven-Ups : Ansel (7up)
- 1974 - The Disappearance of Flight 412 (TV) : White
- 1974 - How to Survive a Marriage (televisieserie) : Larry Kirby #2 (1974)
- 1976 - Judge Horton and the Scottsboro Boys (TV) : District Attorney Tom Knight
- 1976 - Network : Merrill Grant
- 1977 - The Lincoln Conspiracy : John Surratt
- 1978 - F.I.S.T : Bernie Marr
- 1978 - CHiPs : Dr. Faraday
- 1978 - 1991 Dallas (televisieserie) : Cliff Barnes (327 afleveringen)
- 1978 - Devil Dog: The Hound of Hell (TV) : Miles Amory
- 1979 - Too Far to Go (TV) : Jack Dennis
- 1979 - Walking Through the Fire (TV) : Dr. Freeman
- 1981 - The Patricia Neal Story (TV) : Dr. Canton
- 1983 - The Demon Murder Case (TV) : Richard Clarion
- 1984 - Calamity Jane (TV) : Buffalo Bill Cody
- 1990 - Perry Mason: The Case of the Defiant Daughter (TV) : L.D. Ryan
- 1990 - Corporate Affairs : Arthur Strickland
- 1991 - California Casanova
- 1991 - Keeping Secrets (TV) : Frank Mahoney
- 1991 - I Still Dream of Jeannie (TV) : Simpson
- 1992 - Diagnosis Murder (TV) : Frank Stevens
- 1993 - Woman on the Ledge (TV) : Doctor Martin
- 1994 - Beretta's Island : Barone
- 1994 - A Perry Mason Mystery: The Case of the Grimacing Governor (TV) : Harlan Richards
- 1996 - Dallas: J.R. Returns (TV) : Clifford 'Cliff' Barnes
- 1998 - Rusty: A Dog's Tale : Carl Winthrope
- 2001 - Blind Obsession : Harrison Pendragon
- 2013 - Surviving in L.A. : Charlie